# 第41屆金酸莓獎
第41届金酸梅奖（英語：41st Golden Raspberry Awards）是表彰2020年最差电影的颁奖典礼，定于2021年4月24日举行。提名名单于2021年3月11日公布。由于电影院受2019冠状病毒病疫情影响而关门停业，典礼参考其他奖项，开放流媒体发行电影提名。

## 提名名单
提名名单于2021年3月11日公布。
| 最差電影 - 《绝对证据》 - 《黑帮大佬和我的365日》 - 《杜立德》 - 《逃出夢幻島》 - 《幸福剛剛好》 | 最差导演 - 希雅 –《幸福剛剛好》 - 查爾斯·班德 – 《芭比与肯德拉》三部曲（《病毒僵尸》、《芭比与肯德拉拯救虎王》（Barbie & Kendra Save the Tiger King）、《芭比与肯德拉突袭51区》（Barbie & Kendra Storm Area 51） - 芭芭拉·比亚沃沃斯（BarbaraBiałowąs）和托马斯·曼德斯（Tomasz Mandes）–《黑帮大佬和我的365日》 - 史蒂芬·加汉 –《杜立德》 - 朗·侯活 –《乡下人的悲歌》 |
| 最差男主角 - 迈克·林德尔 – 《绝对证据》 - 小勞勃·道尼 – 《杜立德》 饰 怪医杜立德 - 米歇尔·莫罗内 – 《黑帮大佬和我的365日》 - 亞當·山德勒 –《萬聖節救星修比》 - 大衛·史派德 –《乌龙小姐》                                                                     | 最差女主角 - 姬·韓遜 –《幸福剛剛好》 - 安妮·海瑟薇 –《父亲的遗愿》和《女巫們》 - 姬蒂·荷姆絲 –《灵偶契约2》和《敢梦有爱》 - 劳伦·拉普库斯 –《乌龙小姐》 - 安娜-玛丽亚·西克卢卡 –《黑帮大佬和我的365日》 |
| 最差男配角 - 魯迪·朱利安尼 –《芭樂特電影續集》 - 切維·切斯 –《杰出的邓迪先生》 - 西亞·李畢福 –《收稅人》 - 阿诺·施瓦辛格 –《龙牌之谜》 - 布鲁斯·威利斯 –《異種獵殺》、《虎胆悍将》和《惡夜救援》                                                             | 最差女配角 - 梅狄·齊格勒 –《幸福剛剛好》 - 格伦·克洛斯 –《乡下人的悲歌》 - 露西·黑尔 –《逃出夢幻島》 - Maggie Q –《逃出夢幻島》 - 克莉絲汀·薇格 –《神力女超人1984》饰 豹女 |
| 最差搭档 - 魯迪·朱利安尼和他的裤链 –《芭樂特電影續集》 - 小勞勃·道尼和他非常蹩脚的“威尔士”口音 –《杜立德》 - 哈里森·福特和完全是假的CGI狗狗 –《極地守護犬》 - 劳伦·拉普库斯和大衛·史派德 –《乌龙小姐》 - 亞當·山德勒和他那刺耳难听的声音 –《萬聖節救星修比》 | 金酸莓奖最差前传、重拍、恶搞或续集电影 - 《杜立德》 - 《黑帮大佬和我的365日》（恶搞《格雷的五十道陰影》） - 《逃出夢幻島》 - 《萬聖節救星修比》 - 《神力女超人1984》 |
| 最差剧本 - 《黑帮大佬和我的365日》 - 《芭比与肯德拉》三部曲（《病毒僵尸》、《芭比与肯德拉拯救虎王》、《芭比与肯德拉突袭51区》） - 《杜立德》 - 《逃出夢幻島》 - 《乡下人的悲歌》                                                                             | 有史以来最差一年特别理事会奖 - 2020 |

## 多项提名及获奖电影
| 提名数 | 作品                     |
| ------ | ------------------------ |
| 6      | 《黑帮大佬和我的365日》  |
| 6      | 《杜立德》               |
| 5      | 《逃出夢幻島》           |
| 4      | 《幸福剛剛好》           |
| 3      | 《乡下人的悲歌》         |
| 3      | 《萬聖節救星修比》       |
| 3      | 《乌龙小姐》             |
| 2      | 《绝对证据》             |
| 2      | 《芭比与肯德拉拯救虎王》 |
| 2      | 《芭比与肯德拉突袭51区》 |
| 2      | 《芭樂特電影續集》       |
| 2      | 《病毒僵尸》             |
| 2      | 《神力女超人1984》       |

| 获奖数 | 电影               |
| ------ | ------------------ |
| 3      | 《幸福剛剛好》     |
| 2      | 《绝对证据》       |
| 2      | 《芭樂特電影續集》 |